# Зарес
Зарес (словен. Zares, За реальные дела) — левоцентристская политическая партия Словении. Лидер партии — Грегор Голобич, бывший генеральный секретарь партии Либеральная демократия Словении и бывший советник президента Янеза Дрновшека. 17 ноября 2007 года Zares стал наблюдательным членом Либерального Интернационала.
Своё нынешнее название партия приняла в октябре 2011 года. Зарес занимает прогрессивные социальные и экономические социал-либеральные позиции, поддерживает евроинтеграцию и был ярым противником бывшего словенского премьер-министра Янеза Яншы.

## История
Партия была основана в 2007 году под названием «Зарес — Новая политика» (словен. Zares - nova politika) в результате раскола внутри партии Либеральная демократия Словении, когда 6 депутатов Национального собрания во главе с бывшим министром экономики Матеем Лаховником основали новую депутатскую группу. На президентских выборах 2007 года новая партия поддержала независимого кандидата в президенты Данило Тюрка, который был избран президентом Словении. 
На первых для себя парламентских выборов Zares собрал 9,4 % голосов избирателей, получив 9 мест в парламенте и стал третьей партией в Словении. Перед выборами партия объединилась в неофициальную коалицию с Социал-демократами и Либеральной демократией Словении. С ноября 2008 по октябрь 2011 года Zares был частью левоцентристского правительства во главе с социал-демократом Борутом Пахором. В 2009 году партии удалось провести одного кандидата в Европарламенте.
На парламентских выборах 2011 года Zares провалился, получив всего 0,65 % голосов избирателей и не преодолев порог в 4 %.

## Ультра скандал
В июне 2009 года Голобич был вовлечен в так называемых «Ультра скандал». Политика обвинили в том, что во время избирательной кампании 2008 года он ввёл в заблуждение средства массовой информации о своих инвестициях в словенскую ИТ-компанию Ultra. Голобичу принадлежало 10 % в капитале голландской компании Ultra SUM, которая владела 70 % Ultra. Голобич, занимавший в то время пост министра высшего образования, науки и технологий, публично извинился за то, что ввёл в заблуждение общественность, но отказался уйти в отставку. «Ультра скандал» стал одной из причин по которой один из соучредителей партии Матей Лаховник, занимавший в то время пост министра экономики, принял решение об уходе из Зареса.